# 북위 문성제
북위 고종 문성황제 탁발준(北魏 高宗 文成皇帝 拓跋濬, 440년 8월 4일(음력 6월 21일) ~ 465년 6월 20일(음력 5월 11일))은 중국 남북조 시대 북위의 제5대 황제(재위：452년 ~ 465년)이다.

## 생애
선비족 이름은 탁발오뢰(拓跋烏雷)로, 452년, 종애(宗愛)가 문성제의 조부 태무제를 시해하여, 다음에 황후의 명으로, 황족인 동평림왕 탁발한(東平林王 拓跋翰, 탁발황의 이복동생)을 살해했다. 종애는 문성제의 계부(막내 숙부)의 남안왕 탁발여(南安王 拓跋余)를 옹립했다. 하지만, 8개월 후에는 탁발여도 종애에 배신하고, 친정(親政)할 수 있도록, 종애의 주살을 상의하였다. 그것이 민감하게 해, 선수를 친 종애에 의해서 살해되는 사건이 발생했다. 이것에 대해서, 서경의 육려 동림낭중(근위 단장) 유니(劉尼) 전중상서 원하(源賀)가 일어서, 종애를 살해해, 황태자 탁발황의 장남 탁발준을 옹립 했다.
즉위 후는 백성의 경제력 휴양을 옳다고 해, 개간 식산을 장려했다. 또 국내의 구심력을 높이는 의미로부터도 불교 탄압을 폐지해, 사문의 담요에 명해 운강석굴의 축조를 시작했다. 담요5굴이라고 말해지는 거대한 불상중, 최대의 제20굴의 불상은 도무제의 모습을 본뜬 것으로 여겨져 이하, 명원제·태무제·경목제·문성제의 모습을 본떴다고 여겨진다.(「황제즉여래」의 사상의 시작) 또, 담요의 상주에 의해 승려기호나 불도호를 마련했다.

## 가계
- 조부 : 세조 태무황제 탁발도(世祖 太武帝 拓跋燾)
- 조모 : 태무황후 혁련씨(太武皇后 赫連氏)
- 친조모 : 경애황후 하씨(敬哀皇后 賀氏)
  - 부 : 추존 황제 공종 경목황제 탁발황(恭宗 景穆皇帝 拓跋晃)
  - 모 : 추존 황후 공황후 욱구려씨(恭皇后 郁久閭氏)
  - 숙부 : 남안은왕 탁발여(南安隱王 拓跋余)
    - 황후 : 문성문명황후 풍씨 풍유(文成文明皇后 馮氏 馮有) (441~490)
    - 황후(추존) : 문성원황후 이씨(文成元皇后 李氏) (~456)
      - 제 1황자 : 황태자 탁발홍(拓跋弘) - (북위 헌문제)

    - 후궁 : 부인 이씨(夫人 李氏)
    - 후궁 : 부인 조씨(夫人 曹氏)
      - 제 3황자 : 광천장왕 탁발약(廣川莊王 拓跋略) (~480)

    - 후궁 : 부인 저거씨(夫人 沮渠氏)
      - 제 4황자 : 제군순왕 탁발간(齊郡順王 拓跋簡) (~499)

    - 후궁 : 부인 을씨(夫人 乙氏)
      - 제 5황자 : 하간효왕 탁발약(河間孝王 拓跋若)

    - 후궁 : 부인 열씨(夫人 悅氏)
      - 제 6황자 : 안풍광왕 탁발맹(安豐匡王 拓跋猛) (~489)

    - 후궁 : 부인 현씨(夫人 玄氏)
      - 제 7황자 : 한애왕 탁발안평(韓哀王 拓跋安平)

    - 후궁 : 부인 우씨(夫人 于氏) (~526)
    - 생모미상
      - 무읍공주(武邑公主)
      - 건흥공주(建興公主)
      - 평양공주(平陽公主)
      - 돈구공주(頓丘公主)

## 기년
| 문성제      | 원년            | 2년        | 3년                 | 4년                 | 5년        | 6년        | 7년        | 8년        | 9년             | 10년       |
| ----------- | --------------- | ---------- | ------------------- | ------------------- | ---------- | ---------- | ---------- | ---------- | --------------- | ---------- |
| 서력 (西曆) | 452년           | 453년      | 454년               | 455년               | 456년      | 457년      | 458년      | 459년      | 460년           | 461년      |
| 간지 (干支) | 임진(壬辰)      | 계사(癸巳) | 갑오(甲午)          | 을미(乙未)          | 병신(丙申) | 정유(丁酉) | 무술(戊戌) | 기해(己亥) | 경자(庚子)      | 신축(辛丑) |
| 연호 (年號) | 흥안(興安) 원년 | 2년        | 3년 흥광(興光) 원년 | 2년 태안(太安) 원년 | 2년        | 3년        | 4년        | 5년        | 화평(和平) 원년 | 2년        |
| 문성제      | 11년            | 12년       | 13년                | 14년                |            |            |            |            |                 |            |
| 서력 (西曆) | 462년           | 463년      | 464년               | 465년               |            |            |            |            |                 |            |
| 간지 (干支) | 임인(壬寅)      | 계묘(癸卯) | 갑진(甲辰)          | 을사(乙巳)          |            |            |            |            |                 |            |
| 연호 (年號) | 3년             | 4년        | 5년                 | 6년                 |            |            |            |            |                 |            |